# Isabella King
Amy Cure (Subiaco, Austràlia Occidental, 9 d'abril de 1992) és una ciclista australiana que ha destacat en la pista.

## Palmarès en pista
- 2010
  -  Campiona del món júnior en Persecució per equips (amb Amy Cure i Michaela Anderson)
- 2011
  -  Campiona d'Austràlia en Persecució per equips (amb Melissa Hoskins i Josephine Tomic)
- 2012
  - Campiona d'Oceania en Persecució per equips (amb Ashlee Ankudinoff i Annette Edmondson)
  -  Campiona d'Austràlia en Scratch

### Resultats a laCopa del Món en pista
- 2012-2013
  - 1a a la Classificació general i a la prova de Cali, en Scratch
  - 1a a Cali, en Òmnium
- 2015-2016
  - 1a a Cambridge, en Persecució per equips